# Sociedad Científica Argentina
La Sociedad Científica Argentina, creada en 1872, fue el primer esfuerzo para coordinar el desarrollo científico en la Argentina e incluía estatutariamente a todas las manifestaciones científicas y tecnológicas de su momento. Es un centro totalizador de la promoción y divulgación de la mejor ciencia en la Argentina y ha sido generadora de otras instituciones científicas. En su siglo y medio de vida se constituyó en la institución científica más importante de la Argentina perteneciendo y actuando en ella los hombres más relevantes de la ciencia nacional e internacional.

## Historia
La Sociedad Científica Argentina se crea durante la presidencia de Domingo Faustino Sarmiento el 28 de julio de 1872 en dependencias del Colegio Nacional de Buenos Aires, siendo su primer presidente y vice los ingenieros Luis Augusto Huergo y Augusto Ringuelet.
Las primeras ideas de su creación habían sido gestadas en 1871 por Valiente Noailles, Justo Dillon, Santiago Barabino y Luis A. Huergo todos ellos en aquel momento estudiantes del departamento de Ciencias Exactas de la Universidad de Buenos Aires. Al poco tiempo el Dr Germán Burmeister, en ese entonces director del Museo de Ciencias Naturales, y el Profesor Emilio Rossetti apoyaron la idea surgida entre los estudiantes. Posteriormente se agregó al grupo fundador Estanislao Severo Zeballos, futuro gran jurisconsulto, quien sería uno de sus principales promotores y uno de sus miembros más activos, autor de gran parte de las iniciativas de la Sociedad en sus primeros años.
Las principales funciones de la institución eran:
- Fomentar el estudio de las ciencias matemáticas, físicas y naturales, y sus aplicaciones.
- Estudiar las publicaciones, inventos o mejoras científicas, en especial las que tuvieran una aplicación práctica en el País.
- Reunir a los ingenieros, tanto del país como extranjeros, a los estudiantes de ciencias exactas y a las demás personas cuya ilustración científica sirviese para el logro de los dos objetivos anteriores.

Desde sus comienzos la Sociedad constituyó la única tribuna científica con que contaba el país y el único centro de consulta de los gobiernos de la Nación y de la Provincia de Buenos Aires. Sus primeras actividades fueron variadas y fecundas. En 1875 creó un Museo de la Sociedad cuyo primer director fue Francisco P. Moreno. Ese mismo año organizó un concurso de memorias y trabajos para promover el adelanto de las ciencias y su aplicación a la industria nacional, en especial mediante la utilización de las materias primas del país.
También durante ese año 1875 la Sociedad, auspició una expedición a la Patagonia, realizada por Francisco P. Moreno. Y esta iniciativa dejó también sus frutos, pues despertó gran interés por los estudios geográficos que se tradujo algunos años después de la fundación del Instituto Geográfico Argentino.
En 1877 la Sociedad patrocinó una nueva expedición a la Patagonia, para explorar el territorio comprendido entre los paralelos 43 y 49 de latitud sur.
Otra iniciativa de consecuencias importantes y duraderas fue la organización del Congreso Científico Latino-Americano que se realizó en Buenos Aires en 1898. Este Congreso contó con más de 500 adherentes y en él se trataron 121 comunicaciones correspondientes a las secciones: Ciencias exactas e ingeniería; Ciencias físico-químicas y naturales; Ciencias médicas; Antropología y sociología.
En 1910, en ocasión de celebrarse el centenario de la revolución de Mayo, la Sociedad Argentina organizó un Congreso científico internacional americano, probablemente uno de los más importantes de la América Latina. Contó con más de 1500 adherentes, más de 500 trabajos presentados y de 200 asociaciones representadas.
Entre otras iniciativas de la Sociedad puede mencionarse la organización de los estudios y de una expedición a los esteros del Iberá (provincia de Corrientes) en 1911, la insistencia de la Sociedad ante los poderes públicos a fin de que la Argentina adoptara el régimen internacional y los husos horarios (la ley se promulgó en 1920), etc.
Desde sus comienzos sus Anales fueron su órgano de publicidad. En 1922 publicó una serie de monografías que reseñaban el desarrollo en el país de las distintas ramas de la ciencia durante los primeros cincuenta años de existencia de la institución. Entre 1923 y 1926 aparecieron ocho de esas monografías bajo el título Evolución de las ciencias en la República Argentina. En 1934 comenzó a tener filiales en el interior del país.
En 1937 constituyó un Comité Argentino de Bibliotecarios de instituciones científicas que en 1942 publicó un Catálogo de publicaciones periódicas científicas y técnicas existentes en las bibliotecas de las instituciones adheridas al Comité.
En la sociedad funcionaron además dos seminarios: el Matemático Dr. Claro C. Dassen, iniciado en 1943 a partir de la donación de libros y revistas realizada por los herederos de Dassen; y el Seminario Dr. Francisco P. Moreno creado en 1946.
En la actualidad su sede se encuentra en la Avenida Santa Fe 1145, ciudad de Buenos Aires y ha lanzado el Programa de Emprendedores Científicos y Tecnológicos con el objetivo de impulsar y apoyar todas las iniciativas de esta orientación.
La Sociedad Científica Argentina cumplió 150 años de existencia en el año 2022, siendo dirigida por ingenieros, físicos, químicos, militares, abogados, médicos e investigadores naturalistas, entre otros. Es de destacar que tuvo 8 presidentes médicos que la presidieron por 31 años. 

## Referencia principal
- José Babini (1963). La Ciencia en la Argentina. Biblioteca de América, libros del tiempo nuevo. EUDEBA.